# شصت و دومین دوره جوایز بفتا
شصت و دومین دورهٔ جوایز بفتا   در ۸ فوریه ۲۰۰۹ برگزار شد که در آن میلیونر زاغه‌نشین بهترین فیلم سال شد. برد پیت برای ۲ فیلم مورد عجیب بنجامین باتن و بخوان و بسوزان کاندیدای دریافت بهترین بازیگر نقش اول و مکمل مرد شد که در هر دو بفتا را به رقیبان خود واگذار کرد . 

## نامزدی‌ها و جوایز
| بهترین فیلم | بهترین کارگردانی |
| --- | --- |

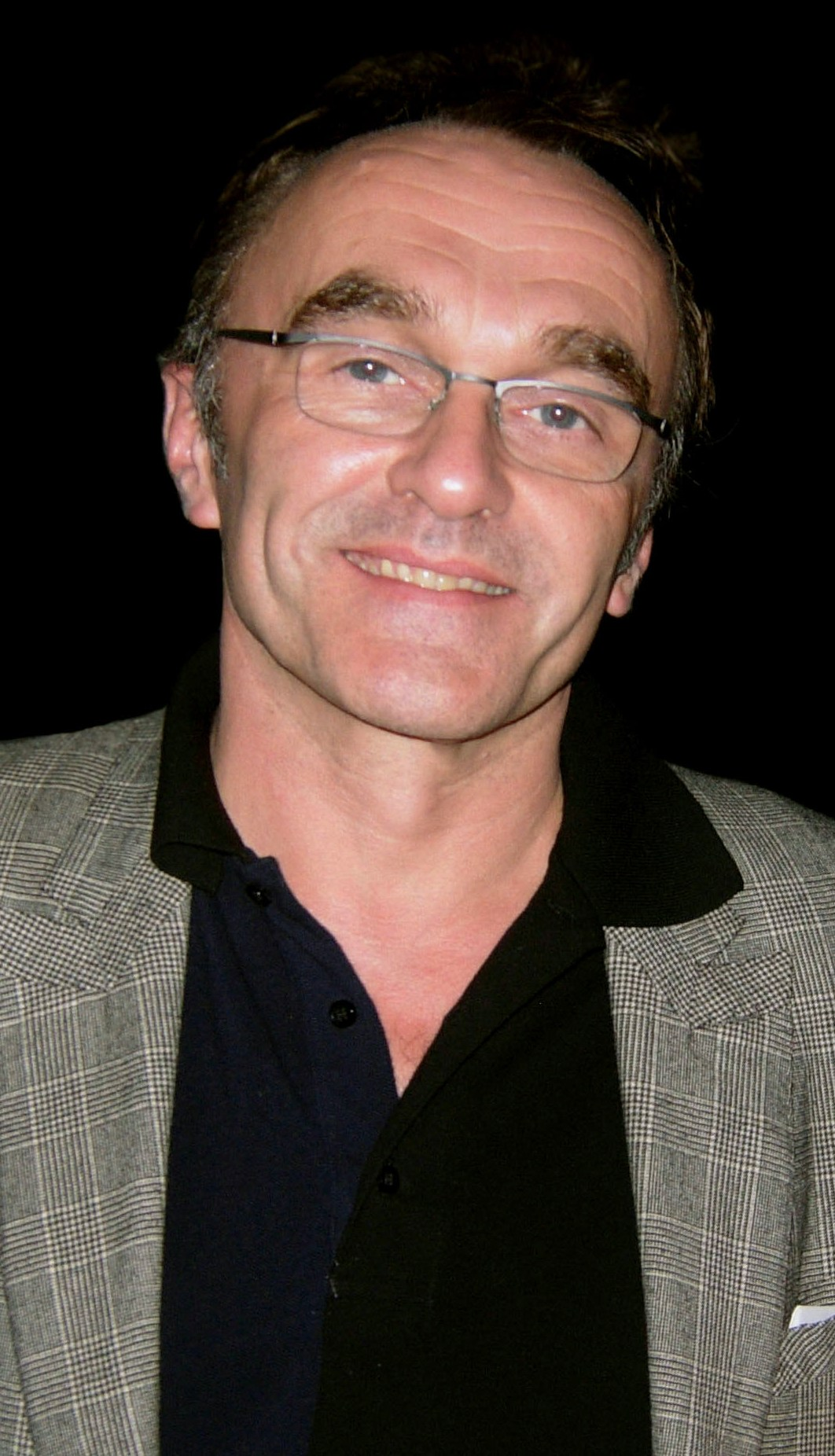
دنی بویل، برنده بهترین کارگردانی

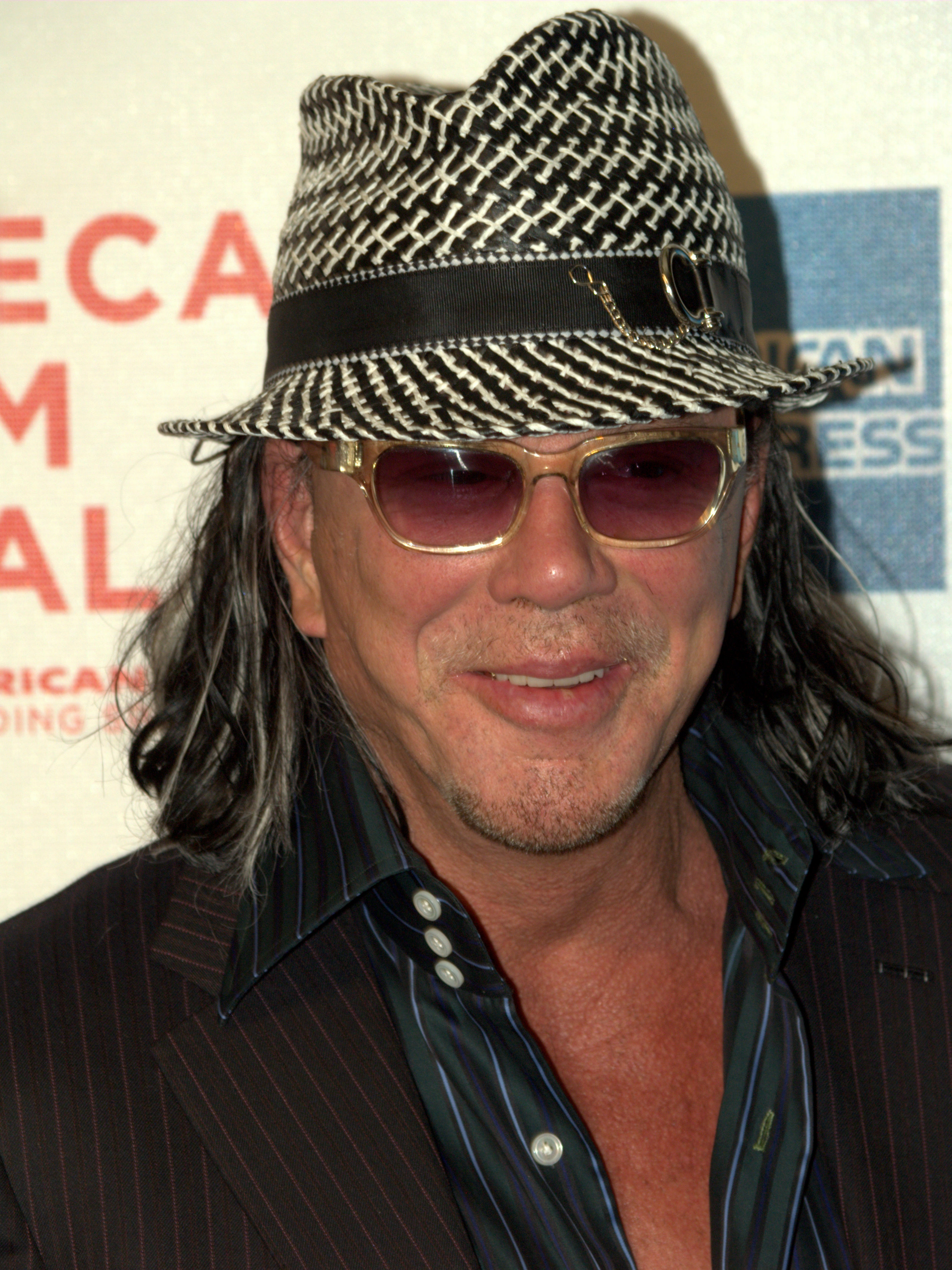
میکی رورک، برنده بهترین بازیگر نقش اول مرد

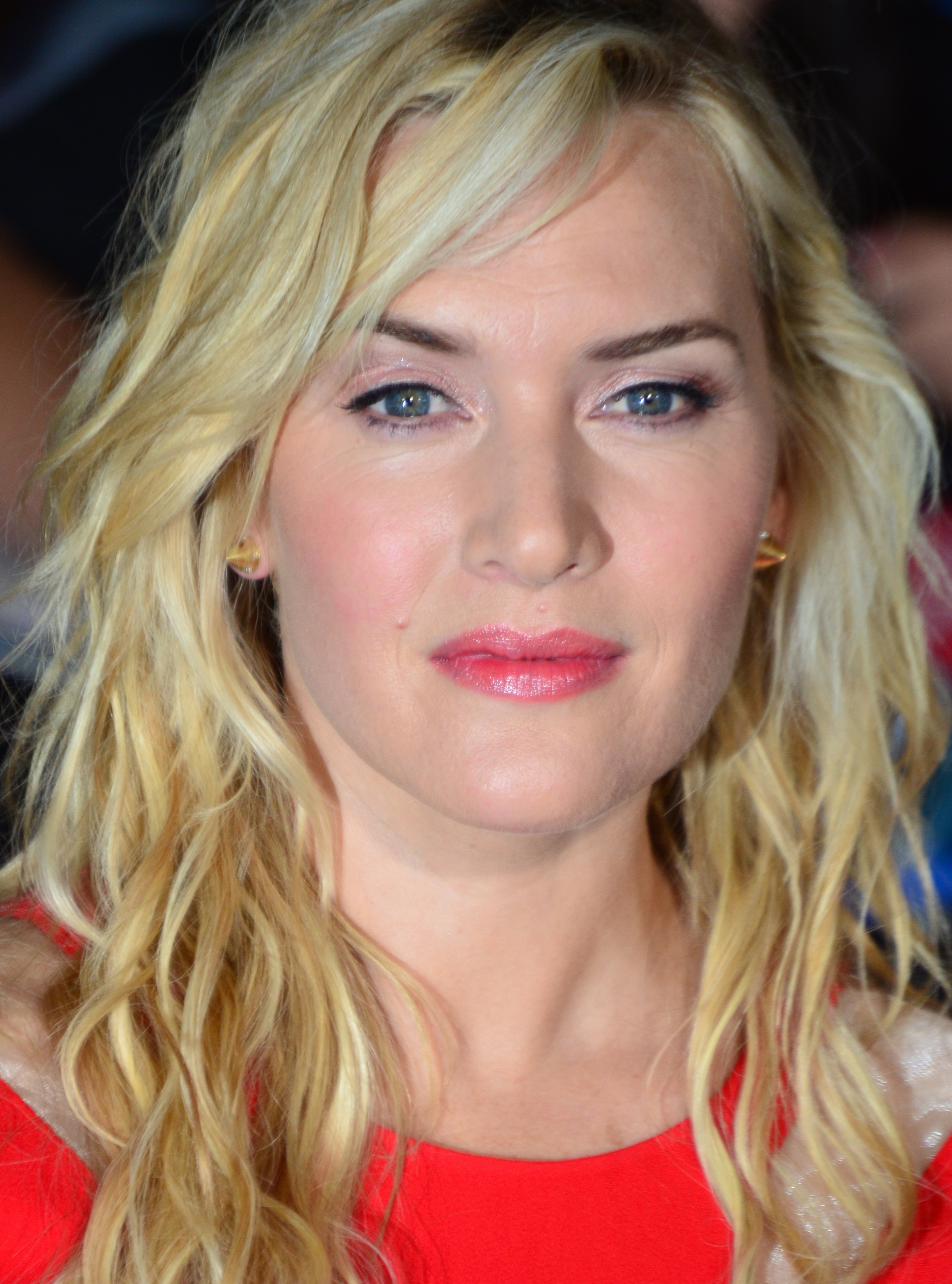
کیت وینسلت، برنده بهترین بازیگر نقش اول زن

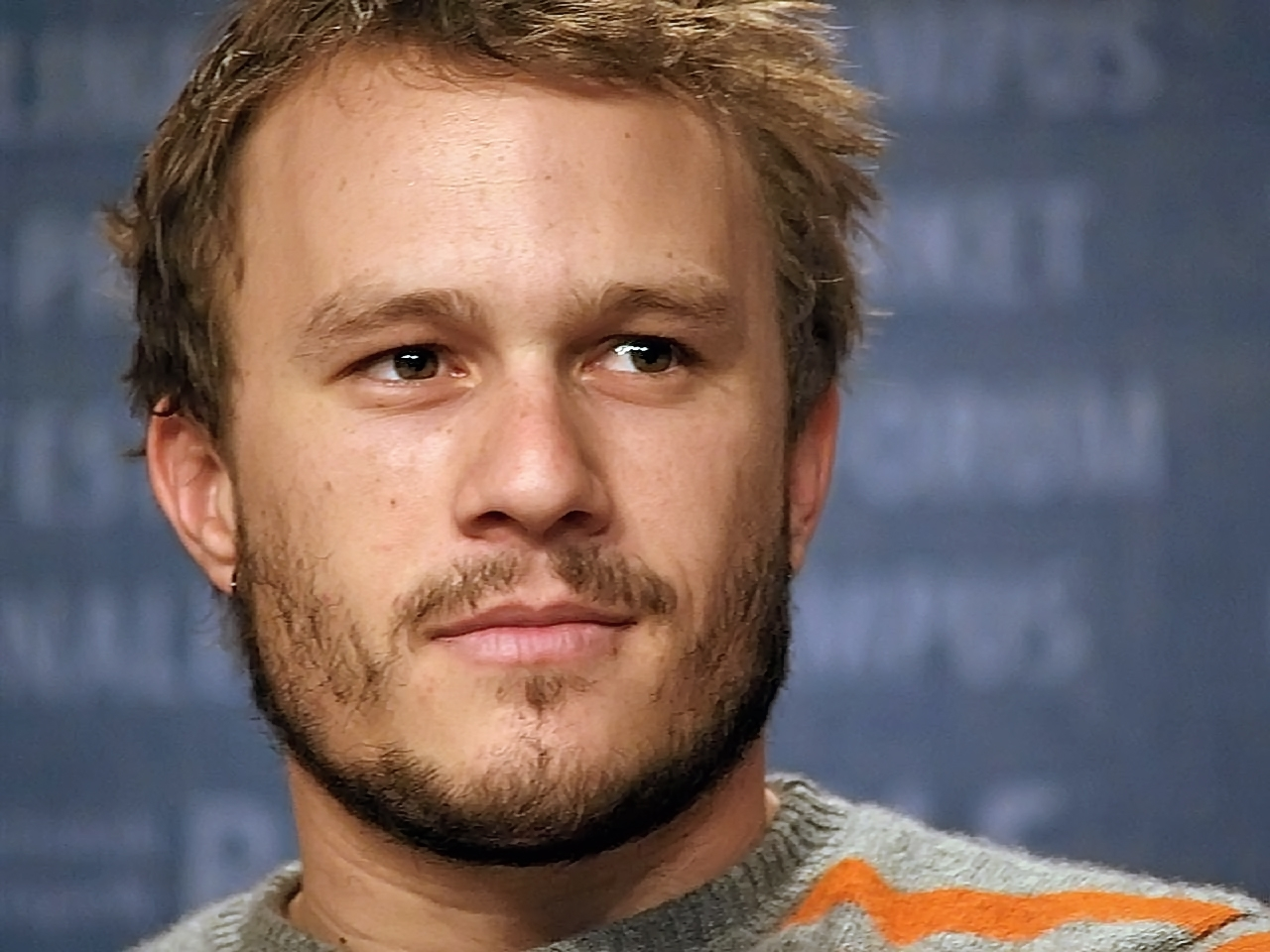
هیث لجر، برنده بهترین بازیگر نقش مکمل مرد

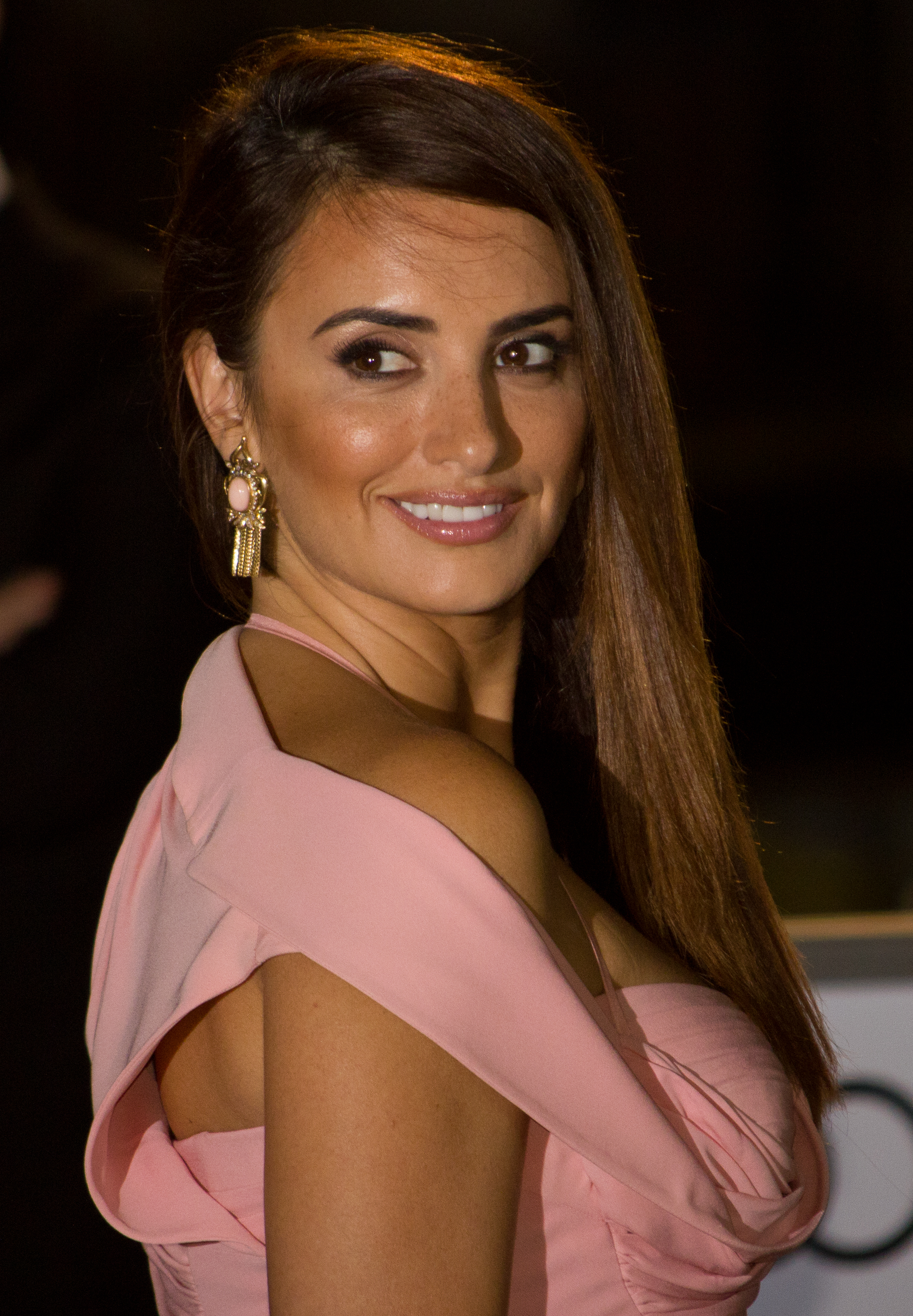
پنه‌لوپه کروز، برنده بهترین بازیگر نقش مکمل زن

| میلیونر زاغه‌نشین - مورد عجیب بنجامین باتن - فراست/نیکسون - میلک - کتاب‌خوان                                                                  | دنی بویل- میلیونر زاغه‌نشین - کلینت ایستوود - بچه جایگزین - دیوید فینچر - مورد عجیب بنجامین باتن - ران هاوارد - فراست/نیکسون - استیون دالدری - کتاب‌خوان     |
| بهترین بازیگر نقش اول مرد | بهترین بازیگر نقش اول زن |
| میکی رورک – کشتی‌گیر - فرانک لانگلا - فراست/نیکسون - دو پتل - میلیونر زاغه‌نشین - شان پن- میلک - برد پیت- مورد عجیب بنجامین باتن              | کیت وینسلت - کتاب‌خوان - آنجلینا جولی - بچه جایگزین - کریستین اسکات توماس - من شما را دوست داشتم تا زمانی - مریل استریپ - تردید - کیت وینسلت - جاده انقلابی |
| بهترین بازیگر نقش مکمل مرد | بهترین بازیگر نقش مکمل زن |
| هیث لجر - شوالیه تاریکی - رابرت داونی جونیور - تندر استوایی - برندن گلیسون - در بروژ - فیلیپ سیمور هافمن - تردید - برد پیت - بخوان و بسوزان | پنه‌لوپه کروز - ویکی کریستینا بارسلونا - امی آدامز - تردید - فریدا پینتو - میلیونر زاغه‌نشین - تیلدا سوئینتن - بخوان و بسوزان - مریسا تومه - کشتی‌گیر         |
| فیلم‌نامه اوریجینال | فیلم‌نامه اقتباسی |
| در بروژ – مارتین مک‌دونا - بخوان و بسوزان – برادران کوئن - بچه جایگزین - من شما را دوست داشتم تا زمانی – فیلیپ کلودل - میلک – داستین لنس بلک | میلیونر زاغه‌نشین – سایمن بوفوی - مورد عجیب بنجامین باتن – اریک روث - فراست/نیکسون – پیتر مورگان - کتاب‌خوان – دیوید هار - جاده انقلابی                      |
| بهترین فیلمبرداری | طراحی لباس |
| میلیونر زاغه‌نشین - بچه جایگزین - مورد عجیب بنجامین باتن - شوالیه تاریکی - کتاب‌خوان                                                          | دوشس - بچه جایگزین - مورد عجیب بنجامین باتن - شوالیه تاریکی - جاده انقلابی                                                                                 |
| بهترین تدوین فیلم | بهترین گریم و آرایش مو |
| میلیونر زاغه‌نشین - بچه جایگزین - مورد عجیب بنجامین باتن - شوالیه تاریکی - فراست/نیکسون - در بروژ                                            | مورد عجیب بنجامین باتن - شوالیه تاریکی - دوشس - فراست/نیکسون - میلک                                                                                        |
| بهترین طراحی تولید | بهترین صدا |
| مورد عجیب بنجامین باتن - بچه جایگزین - شوالیه تاریکی - جاده انقلابی - میلیونر زاغه‌نشین                                                      | میلیونر زاغه‌نشین - بچه جایگزین - شوالیه تاریکی - ذره‌ای آرامش - وال-ئی                                                                                      |
| بهترین جلوه‌های ویژه تصویری | بهترین موسیقی |
| مورد عجیب بنجامین باتن - شوالیه تاریکی - ایندیانا جونز و قلمرو جمجمه بلورین - مرد آهنی - ذره‌ای آرامش                                        | میلیونر زاغه‌نشین - مورد عجیب بنجامین باتن - شوالیه تاریکی - ماما میا! - وال-ئی                                                                             |
| بهترین فیلم خارجی | بهترین فیلم بریتانیا |
| من شما را دوست داشتم تا زمانی - گره بادر ماینهوف - گومورا - پرسپولیس - والس با بشیر                                                         | مردی روی سیم - گرسنگی - در بروژ - ماما میا! - میلیونر زاغه‌نشین                                                                                             |

## بیشترین کاندیدا
- ۱۱ مورد عجیب بنجامین باتن و میلیونر زاغه‌نشین
- ۹ شوالیه تاریکی
- ۸ بچه جایگزین
- ۶ فراست/نیکسون
- ۵ کتاب‌خوان
- ۴ در بروژ- میلک - جاده انقلابی
- ۳ بخوان و بسوزان - تردید - من شما را دوست داشتم تا زمانی - ماما میا! - وال-ئی
- ۲ دوشس - ذره‌ای آرامش - گرسنگی - کشتی‌گیر-تخت جمشید-  والس با بشیر